# Prigoria
Prigoria è un comune della Romania di 3467 abitanti, ubicato nel distretto di Gorj, nella regione storica dell'Oltenia.
Il comune è formato dall'unione di 7 villaggi: Bucșana, Burlani, Călugăreasa, Dobrana, Negoiești, Prigoria, Zorlești.